# حلاج علیا
حلاج علیا یکی از روستاهای استان آذربایجان شرقی است که در دهستان قزل‌اوزن بخش مرکزی شهرستان میانه واقع شده‌است.